# Auxolophotis
Auxolophotis är ett släkte av fjärilar. Auxolophotis ingår i familjen Crambidae.
Kladogram enligt Catalogue of Life:
| Auxolophotis | \| \| Auxolophotis cosmophilopis \| \| \| \| \| \| Auxolophotis ioxanthias \| \| \| \| |
|              | \| \| Auxolophotis cosmophilopis \| \| \| \| \| \| Auxolophotis ioxanthias \| \| \| \| |
|              | Auxolophotis cosmophilopis                                                             |
|              |                                                                                        |
|              | Auxolophotis ioxanthias                                                                |
|              |                                                                                        |